# قائمة مدارس تدريب كلاب الإرشاد للمكفوفين
قائمة بمدارس الكلاب الإرشادية فهذه الكلاب هي كلاب مساعدة دربوها لإرشاد المكفوفين وضعاف البصر حول العوائق. ففي الولايات المتحدة يُستخدم اسم "كلب المرشد" فقط في الإشارة إلى كلب الإرشاد من شركة ذا سيينغ آي في موريس تاون بنيو جيرسي والتي قامت بتسجيل هذا المصطلح كعلامة تجارية. وقد اعتمد الاتحاد الدولي للكلاب المرشدة مدارس الكلاب المرشدة.

## أوروبا
- جمعية بيرا أغويرا دي أبويو لضعاف البصر في مورتاجوا بالبرتغال[2][3]
- جمعية كلاب الإرشاد للمكفوفين[4]
- مدرسة لارا للكلاب الإرشادية هيلاس في زالاندري باليونان[5]
- تحالف الكلاب المرشدة بساري في إنجلترا
- شتيفتونغ شفايزشغ شولا فر بلندنفورهند (مؤسسة المدرسة السويسرية للكلاب المرشدة)
- مؤسسة أونسي دل بر أوغية (أف أو بيه جي) في إسبانيا[6]
- إنتغوفيه شينزي غيد دي موبليتي في بلجيكا
- مؤسسة الكلاب الإرشادية الملكية الهولندية (كيه أن جي أف) في هولندا[7]

## الشرق الأوسط وأفريقيا
- مركز للكلاب الإرشادية للمكفوفين
- جمعية كلاب الإرشاد للمكفوفين في جنوب أفريقيا

## أمريكا الشمالية
- خدمات الكلاب الإرشادية في كولومبيا البريطانية وألبرتا ، دلتا، كولومبيا البريطانية، كندا
- كلاب الإرشاد الكندية للمكفوفين أوتاوا، أونتاريو، كندا
- كلاب بأجنحة، إدمونتون، ألبرتا، كندا
- مؤسسة فيدلكو للكلاب الإرشادية، بلومفيلد، كونيتيكت، الولايات المتحدة الأمريكية[8]
- كلاب الحرية الإرشادية للمكفوفين، كاسفيل، نيويورك، الولايات المتحدة الأمريكية[8]
- مؤسسة الكلاب الإرشادية للمكفوفين، سميثتاون، نيويورك، الولايات المتحدة الأمريكية[8]
- كلاب الإرشاد للمكفوفين، سان رافائيل، كاليفورنيا وبورينج، أوريغون، الولايات المتحدة الأمريكية[8]
- كلاب الإرشاد الأمريكية، سيلمار، كاليفورنيا، الولايات المتحدة الأمريكية[8]
- كلاب الإرشاد في الصحراء، بالم سبرينغز، كاليفورنيا، الولايات المتحدة الأمريكية[8]
- كلاب الإرشاد في تكساس، سان أنطونيو، تكساس، الولايات المتحدة الأمريكية[8]
- عيون مرشدة للمكفوفين، يوركتاون هايتس، نيويورك، الولايات المتحدة الأمريكية[8]
- شركة KSDS، واشنطن، كانساس، الولايات المتحدة الأمريكية[8]
- كلاب القيادة للمكفوفين، روتشستر، ميشيغان، الولايات المتحدة الأمريكية[8]
- مؤسسة ليونز الكندية لمرشدي الكلاب، أوكفيل، أونتاريو كندا
- مؤسسة ميرا، سانت مادلين، كيبيك، كندا
- مؤسسة ميرا الولايات المتحدة الأمريكية، أبردين، كارولاينا الشمالية، الولايات المتحدة الأمريكية[8]
- جمعية كلاب الإرشاد OccuPaws نسخة محفوظة 28 أبريل 2021 على موقع واي باك مشين.، ماديسون، ويسكونسن، الولايات المتحدة الأمريكية[8]
- كلاب الطيار، كولومبوس، أوهايو، الولايات المتحدة الأمريكية[8]
- العين البصيرة، موريس تاون، نيو جيرسي، الولايات المتحدة الأمريكية[8]
- شركة الكلاب (المعروفة سابقًا باسم شركة كلاب الإرشاد الجنوبية الشرقية)، بالميتو، فلوريدا، الولايات المتحدة الأمريكية[8]

## أمريكا الجنوبية
- مدرسة هيلين كيلر الإرشادية للكلاب في باليريو كامبوريو بولاية سانتا كاتارينا في البرازيل[9]

## آسيا

### اليابان
- جمعية تشوبو للكلاب الإرشادية للمكفوفين
- جمعية الكلاب المرشدة والكلاب الخدمية والكلاب السمعية في اليابان
- جمعية هوكايدو للكلاب الإرشادية للمكفوفين
- جمعية هيوغو للكلاب الإرشادية للمكفوفين
- جمعية الكلاب المرشدة اليابانية
- جمعية كانساي للكلاب الإرشادية للمكفوفين
- جمعية كلاب الإرشاد في كيوشو
- مركز تدريب الكلاب الإرشادية في منارة نيبون
- جمعية كلاب الإرشاد في شرق اليابان
- شركة ذا آي مايت

### كوريا الجنوبية
- مدرسة سامسونج للكلاب الإرشادية
- جمعية الكلاب المساعدة الكورية

### تايوان
- جمعية الكلاب المرشدة في تايوان
- مؤسسة هويكوانغ للكلاب الإرشادية في تايوان

### سنغافورة
- كلاب الإرشاد في سنغافورة

## أوقيانوسيا

### نيوزيلندا
- مؤسسة نيوزيلندا الملكية للمكفوفين في نيوماركت بأوكلاند[4]

### أستراليا
- جمعيات الكلاب الإرشادية الملكية في أستراليا
  - كلاب الإرشاد فيكتوريا في ملبورن بأستراليا
  - كلاب الإرشاد في نيو ساوث ويلز/إقليم العاصمة الأسترالية بنيو ساوث ويلز وإقليم العاصمة الأسترالية
  - كلاب الإرشاد في جنوب أستراليا/الإقليم الشمالي بجنوب أستراليا
  - كلاب الإرشاد تي إيه أس بهوبارت في تسمانيا
  - كلاب الإرشاد دبليو إيه في بيرث بغرب أستراليا
- الجمعية الملكية للمكفوفين جنوب أستراليا
- كلاب المساعدة في أستراليا[4]

## روابط خارجية
- "Accredited Members of the International Guide Dog Federation". International Guide Dog Federation. مؤرشف من الأصل في 2025-06-15. اطلع عليه بتاريخ 2017-11-01.
- "Assistance Dogs International Membership Directory". Assistance Dogs International. مؤرشف من الأصل في 2007-01-08. اطلع عليه بتاريخ 2007-01-13.
- CNIB Guide Dogs Canadian National Institute for the Blind